# El Tanque, Michoacán de Ocampo
El Tanque är en ort i Mexiko.   Den ligger i kommunen Susupuato och delstaten Michoacán de Ocampo, i den södra delen av landet, 130 km väster om huvudstaden Mexico City. El Tanque ligger 1 575 meter över havet och antalet invånare är 123.
Terrängen runt El Tanque är huvudsakligen kuperad, men åt nordost är den bergig. Runt El Tanque är det ganska glesbefolkat, med 36 invånare per kvadratkilometer. Närmaste större samhälle är Ixtapan del Oro, 11,5 km öster om El Tanque. I omgivningarna runt El Tanque växer huvudsakligen savannskog.